# Велва (Північна Дакота)
Велва (англ. Velva) — місто (англ. city) в США, в окрузі Макгенрі штату Північна Дакота. Населення — 1086 осіб (2020).

## Географія
Велва розташована за координатами 48°3′27″ пн. ш. 100°55′51″ зх. д. / 48.05750° пн. ш. 100.93083° зх. д. (48.057443, -100.930931).  За даними Бюро перепису населення США в 2010 році місто мало площу 2,15 км², уся площа — суходіл. В 2017 році площа становила 2,50 км², уся площа — суходіл.

## Демографія
Згідно з переписом 2010 року, у місті мешкали 1084 особи в 452 домогосподарствах у складі 277 родин. Густота населення становила 505 осіб/км².  Було 493 помешкання (230/км²).
Расовий склад населення:
| - 98,7 % — білих - 0,4 % — корінних американців - 0,1 % — азіатів |

До двох чи більше рас належало 0,6 %. Частка іспаномовних становила 1,4 % від усіх жителів.
За віковим діапазоном населення розподілялося таким чином: 24,4 % — особи молодші 18 років, 52,4 % — особи у віці 18—64 років, 23,2 % — особи у віці 65 років та старші. Медіана віку мешканця становила 42,7 року. На 100 осіб жіночої статі у місті припадало 89,2 чоловіків;  на 100 жінок у віці від 18 років та старших — 83,4 чоловіків також старших 18 років.
Середній дохід на одне домашнє господарство  становив 53 713 долари США (медіана — 40 956), а середній дохід на одну сім'ю — 61 840 доларів (медіана — 56 042). За межею бідності перебувало 24,8 % осіб, у тому числі 44,2 % дітей у віці до 18 років та 11,4 % осіб у віці 65 років та старших.
Цивільне працевлаштоване населення становило 447 осіб. Основні галузі зайнятості: освіта, охорона здоров'я та соціальна допомога — 20,8 %, роздрібна торгівля — 13,2 %, будівництво — 12,5 %.